# Azylindrisch hyperbolische Gruppe
Azylindrisch hyperbolische Gruppen sind ein Begriff der geometrischen Gruppentheorie.
Sie bilden eine große Klasse von Gruppen mit „hyperbolischen Eigenschaften“, zu der neben hyperbolischen Gruppen beispielsweise auch Abbildungsklassengruppen und Gruppen äußerer Automorphismen gehören.
Für azylindrisch hyperbolische Gruppen gelten zahlreiche der „largeness properties“ von freien und hyperbolischen Gruppen.

## Azylindrische Wirkungen
Eine Wirkung einer Gruppe {\displaystyle G} auf einem metrischen Raum {\displaystyle S} heißt azylindrisch, wenn es zu jeder positiven Zahl {\displaystyle \epsilon } positive Zahlen {\displaystyle R,N} gibt, so dass zu allen {\displaystyle x,y\in S} mit
{\displaystyle d(x,y)>R}
höchstens {\displaystyle N} Gruppenelemente {\displaystyle g\in G} mit
{\displaystyle d(x,gx)\leq \epsilon } und {\displaystyle d(y,gy)\leq \epsilon }
existieren.

## Azylindrisch hyperbolische Gruppen
Eine Gruppe heißt azylindrisch hyperbolisch, wenn sie eine der folgenden äquivalenten Bedingungen erfüllt:
- es gibt einen Gromov-hyperbolischen Raum, auf dem sie nicht-elementar azylindrisch wirkt,
- es gibt ein (möglicherweise unendliches) Erzeugendensystem, so dass der Cayley-Graph hyperbolisch ist und mehr als zwei Randpunkte hat und die natürliche Wirkung der Gruppe auf dem Cayley-Graphen azylindrisch ist,
- die Gruppe ist nicht virtuell zyklisch und wirkt auf einem Gromov-hyperbolischen Raum, so dass mindestens ein Gruppenelement als loxodromische Isometrie wirkt und die WPD-Bedingung erfüllt,
- die Gruppe enthält eine unendliche, hyperbolisch eingebettete, echte Untergruppe

## Beispiele
Folgende Klassen von Gruppen sind azylindrisch hyperbolisch:
- nicht-elementare hyperbolische Gruppen,
- nicht virtuell zyklische, relativ hyperbolische Gruppen mit echten peripheralen Untergruppen,
- die Abbildungsklassengruppen geschlossener Flächen vom Geschlecht {\displaystyle g\geq 1},
- die Gruppe der äußeren Automorphismen einer freien Gruppe vom Rang {\displaystyle n\geq 2},
- nicht virtuell zyklische Gruppen, die eigentlich auf einem CAT(0)-Raum wirken.

## Eigenschaften
Sei {\displaystyle G} eine azylindrisch hyperbolische Gruppe, die auf einem Gromov-hyperbolischen Raum {\displaystyle X} nicht-elementar azylindrisch wirkt. Dann gilt:
- jede abzählbare Gruppe {\displaystyle Q} lässt sich in einer Faktorgruppe von {\displaystyle G} einbetten.

- es gibt ein {\displaystyle g\in G}, das als loxodromische Isometrie auf {\displaystyle X} wirkt.

- {\displaystyle G} enthält eine freie Untergruppe, deren Orbiten in {\displaystyle X} quasi-isometrisch eingebettet sind.

- beschränkte Kohomologie in Graden 2 und 3 ist unendlich-dimensional.